# 因德彭登西亞市 (亞拉奎州)

10°19′47″N 68°45′10″W / 10.32972°N 68.75278°W
因德彭登西亞市（西班牙語：Municipio Independencia），是委內瑞拉的一個市，位於該國西部亞拉奎州，首府設於因德彭登西亞，面積98平方公里，2011年人口57,811，人口密度每平方公里590人。